# Turgay Bahadır
Turgay Bahadir est un footballeur turc né le 15 janvier 1984 à Vienne en Autriche. Il évolue actuellement à Kayseri Erciyesspor au poste de milieu offensif, ou attaquant.

## Palmarès
- Bursaspor
  - Champion de Turquie en 2010.

- Kayserispor
  - Vainqueur Coupe de Turquie en 2008.
  - Finaliste Supercoupe de Turquie en 2008.

## Statistiques détaillées
Dernière mise à jour le 26 février 2012.
| Saison    | Club                | Total  | Total | Championnat | Championnat | Championnat | Coupe d'Europe | Coupe d'Europe | Coupe d'Europe | Coupes nationales | Coupes nationales |
| Saison    | Club                | Matchs | Buts  | Division    | Matchs      | Buts        | Type           | Matchs         | Buts           |                   |                   |
| Saison    | Club                | Matchs | Buts  | Division    | Matchs      | Buts        | Type           | Matchs         | Buts           | Matchs            | Buts              |
| --------- | ------------------- | ------ | ----- | ----------- | ----------- | ----------- | -------------- | -------------- | -------------- | ----------------- | ----------------- |
| 2003-2004 | SC Austria Lustenau | 9      | 3     | Erste Liga  | 9           | 3           | -              | -              | -              | -                 | -                 |
| 2004-2005 | SC Austria Lustenau | 31     | 2     | Erste Liga  | 30          | 2           | -              | -              | -              | 1                 | -                 |
| 2005-2006 | SC Austria Lustenau | 29     | 1     | Erste Liga  | 28          | 1           | -              | -              | -              | 1                 | -                 |
| 2006-2007 | SC Schwanenstadt    | 16     | 4     | Erste Liga  | 16          | 4           | -              | -              | -              | -                 | -                 |
| 2007-2008 | Kayserispor         | 26     | 0     | Süperlig    | 20          | -           | -              | -              | -              | 6                 | -                 |
| 2008-2009 | Kayserispor         | 34     | 6     | Süperlig    | 27          | 4           | C3             | 2              | -              | 5                 | 2                 |
| 2009-2010 | Bursaspor           | 37     | 10    | Süperlig    | 30          | 7           | -              | -              | -              | 7                 | 3                 |
| 2010-2011 | Bursaspor           | 32     | 7     | Süperlig    | 24          | 7           | C1             | 5              | 0              | 3                 | 0                 |
| 2011-2012 | Bursaspor           | 29     | 7     | Süperlig    | 25          | 3           | C3             | 3              | 2              | 1                 | 2                 |